# Thomisus elongatus
Thomisus elongatus är en spindelart som beskrevs av Ferdinand Stoliczka 1869. Thomisus elongatus ingår i släktet Thomisus och familjen krabbspindlar. Inga underarter finns listade i Catalogue of Life.